# 貝內特角
貝內特角（英語：Cape Bennett），是南極洲的海岬，位於南奧克尼群島的科羅內申島東北端，該海岬由英國捕海豹者發現，現時由南極條約體系管理。